# Audrey Cléau
Audrey Cléau (Dijon, 11 de junio de 1973) es una deportista francesa que compitió en duatlón. Ganó una medalla de plata en el Campeonato Mundial de Duatlón de 2003.

## Palmarés internacional
| Campeonato Mundial | Campeonato Mundial | Campeonato Mundial | Campeonato Mundial |
| Año                | Lugar              | Medalla            | Prueba             |
| ------------------ | ------------------ | ------------------ | ------------------ |
| 2003               | Affoltern ( Suiza) | Medalla de plata   | Individual         |